# Ґроново (Браневський повіт)
Ґроново (пол. Gronowo, нім. Grunau) — село в Польщі, у гміні Бранево Браневського повіту Вармінсько-Мазурського воєводства.
Населення — 129 осіб (2011).
У 1975-1998 роках село належало до Ельблонзького воєводства.

## Демографія
Демографічна структура станом на 31 березня 2011 року:
|          | Загалом | Допрацездатний вік | Працездатний вік | Постпрацездатний вік |
| -------- | ------- | ------------------ | ---------------- | -------------------- |
| Чоловіки | 65      | 10                 | 51               | 4                    |
| Жінки    | 64      | 17                 | 39               | 8                    |
| Разом    | 129     | 27                 | 90               | 12                   |